# Caloptilia callicirrha
Caloptilia callicirrha là một loài bướm đêm thuộc họ Gracillariidae. Nó được tìm thấy ở Fiji, Guadalcanal và quần đảo Rennell.
Ấu trùng ăn Cajanus cajan. Chúng ăn lá nơi chúng làm tổ.